# Justo Jansen
Justo Jansen Ferreira (Caxias, 16 de março de 1864 — São Luís, 18 de agosto de 1930) foi um geógrafo, professor e médico maranhense.
Descendente remoto de Ana Jansen, doutor em Medicina e professor catedrático de Geografia Geral e Corografia do Brasil, do Liceu Maranhense, e de Física, Química e Mineralogia, da Escola Normal. Era sócio correspondente de várias associações científicas estrangeiras como a Societé de Astronomie, de Paris, e a Sociedade de Geografia, de Lisboa. Membro fundador do Instituto Histórico e Geográfico do Maranhão e seu presidente de 1925 a 1929.
Foi empossado em 30 de dezembro de 1916 na Academia Maranhense de Letras na cadeira nº 04. 

## Obras
- Fragmentos para a corografia do Maranhão (1901)
- A propósito da carta geográfica do Maranhão (1904)
- Breve notícia sobre o ensino da Física, Química e Mineralogia no Maranhão (1907)
- A Barra da Tutoia (1908)
- A mulher e o ensino primário (1910)
- Geografia Médica e Climatologia do Estado do Maranhão (1910)
- Carta Geográfica da Ilha de São Luís (1912)
- Carta Geográfica do Maranhão (1912)
- Contribuição para a História e Geografia do Estado do Maranhão. Ainda a Barra da Tutoia (1913)
- Pelo Maranhão (1916)
- A divisória pelo Parnaíba (1921)